# The Expendables 2
The Expendables 2 (titulada Los indestructibles 2 en Hispanoamérica y Los mercenarios 2 en España) es una película de acción dirigida por Simon West y escrita por Richard Wenk y Sylvester Stallone. Es la secuela de la cinta The Expendables, y está protagonizada por Jason Statham, Sylvester Stallone, Jet Li, Dolph Lundgren, Chuck Norris, Jean-Claude Van Damme, Bruce Willis, Arnold Schwarzenegger, Randy Couture, Terry Crews, y Liam Hemsworth.
El filme más exitoso de la saga de The Expendables, recaudó alrededor de $315 millones de dólares en taquillas alrededor del mundo y recibió críticas positivas, obteniendo un 65% de "frescura" en el sitio web global Rotten Tomatoes.

## Argumento
Un grupo de guerrilleros se dirige hacia una bodega en donde se encuentra un hombre encapuchado. En cuanto llega, el líder este intenta obligar al hombre a hablar pero no responde. Al mismo tiempo, el grupo paramilitar conocido como los Expendables hacen su aparición a bordo de camiones de asalto, creando destrucción a su paso con el fin de llegar hasta la base donde se encuentran unos rehenes. Al llegar, Barney Ross (Sylvester Stallone) rescata al encapuchado descubriendo que se trataba de Trench Mauser (Arnold Schwarzenegger), concluyendo que ambos se encontraban rescatando al mismo objetivo. 
En ese momento, ambos hombres se separan hacia caminos distintos, con el grupo de Barney cumpliendo con la primera parte de la misión. Camino hacia el escape, el grupo se divide; una parte hacia una incursión por la selva mientras que la otra se va río arriba. Mientras el primer grupo se interna en la selva, son emboscados, pero inmediatamente son rescatados por la más reciente adquisición del grupo, Billy “The Kid” (Liam Hemsworth), un joven y astuto francotirador. Acto seguido el grupo se dirige hacia el avión para rescatar a la otra parte. 
El otro grupo, a bordo de motos acuáticas, huye en medio de disparos de los guerrilleros. Poco después hace su aparición el hidroavión CL-215 pilotado por Barney y Lee Chrismas (Jason Statham), los mismos que rescatan a la otra parte del equipo y, al mismo tiempo, bombardean una barricada que intenta detener al equipo para finalmente escapar y finalizar la misión. Durante el viaje, Yin Yang (Jet Li) se prepara para lanzarse junto con el rescatado, dejando en duda si regresará o no con el equipo.
Mientras el grupo se encuentra celebrando, Billy llama a Barney para una conversación a solas, donde Billy expresa sus deseos de retirarse luego de confesar sus deseos de unirse a su novia que se encontraba en París esperándolo. Barney accede y se retira del lugar hacia su base. Ya en la base dentro de su avión, Barney se sienta a meditar cuando hace su aparición el Sr. Iglesia (Bruce Willis), quien le encomienda una nueva misión a cambio de una deuda que tenían pendiente. La misión consiste en recuperar un paquete que se encontraba a bordo de un avión que se habría estrellado cerca de Albania. El Sr. Iglesia le advierte a Barney que esta vez iría acompañado por Maggie (Yu Nan), la cual era la única que podría abrir el compartimiento en donde se encontraba el paquete a rescatar. A regañadientes Barney acepta, dejando en claro que esta sería la última misión que iba a aceptar del Sr. Iglesia.
El grupo se estrella al tratar de aterrizar en el campo, caminan por el bosque para buscar el avión accidentado. Después de casi perder el paquete, Maggie logra rescatarlo descifrando el código de la caja donde se encontraba, procediendo a la retirada. Al tratar de regresar, son emboscados por un grupo de mercenarios albanos liderados por Vilain (Jean-Claude Van Damme), mismo que les presenta a Billy quien momentos antes había sido capturado por los villanos en una emboscada en el bosque. Vilain somete al equipo amenazando con asesinar a Billy, y el grupo acata las instrucciones del villano. Lee le entrega la caja a Hector (Scott Adkins), posteriormente Vilain asesina a Billy con una patada en el pecho enterrando un cuchillo militar, al considerar que no lo trata con respeto, y escapan en un helicóptero Mi-8 con el botín, mientras Barney y el resto del equipo lamentan la muerte de su camarada. Barney interroga a Maggie sobre el paquete que acaban de rescatar, y ella les revela que el paquete en realidad era un artefacto de memoria digital almacenada como un disco duro, que contenía las coordenadas exactas que dirigían hacia una mina que contenía oculta detrás de una pared varias toneladas de plutonio, el mismo material que pretendían rescatar para así evitar cayeran en manos de terroristas, que se pensaba querían crear con ese material fisionable, varias bombas para planear ataques terroristas. Mientras rendían honores al caído enterrado junto a un lago, acuerdan perseguir, capturar y asesinar a los bandidos. 
El equipo logra recuperar su hidroavión y mientras se dirigen en búsqueda de los villanos, Maggie explica quiénes son los mercenarios, también conocidos como Sangs. Momentos más tarde, llegan a un viejo pueblo abandonado conduciendo un viejo camión militar recuperado, tratándose de una especie de base militar de entrenamiento para combatir en una invasión a Estados Unidos durante la Guerra Fría y pasan la noche en el interior de una pizzería. A la mañana siguiente, son emboscados por los Sangs viéndose superados en número y armamento, el cual incluye un tanque T-72. Cuando la batalla se veía perdida los Sangs son abatidos en su totalidad por alguien ajeno al equipo. Mientras se preguntan qué había pasado, hace su aparición Booker (Chuck Norris), un soldado veterano altamente capacitado y objeto de leyendas urbanas. Se deja entrever que Barney y Booker ya se conocían de misiones anteriores, Booker, también llamado El lobo solitario, se despide del grupo y les informa que más adelante había una aldea en donde sus habitantes estaban en contra de los Sangs y que podrían ofrecerles ayuda para concluir su misión.
Al llegar al pueblo, se topan con gente dispuesta a morir pensando que estaban siendo invadidos otra vez por los Sangs, Barney presenta a su equipo y dejan en claro que ellos no son los villanos. Allí, acuerdan ayudar a los desamparados y atraen a los Sangs a una emboscada en donde el grupo acaba con todos ellos. Posteriormente a bordo del hidroavión, se dirigen hacia la mina en donde estrellan el mismo para abrirse camino hacia los esclavos. Cuando casi están a punto de salvar a las víctimas todos quedan sepultados dentro, después de que Hector informara a Vilain que ya había sido extraído todo el plutonio.
Cuando todo se veía perdido, Trench llega al rescate a bordo de una tuneladora, las víctimas son rescatadas y los Expendables se ven aliviados. Trench advierte a Barney que la batalla apenas ha comenzado y en eso aparece el Sr. Iglesia para unirse al equipo, acto seguido todos se dirigen hacia el aeropuerto para emboscar a Vilain y su grupo.
Ya en el aeropuerto, Vilain y los Sangs son emboscados a su llegada por los Expendables, junto con Trench y el Sr. Iglesia. Dentro del aeropuerto se da una batalla campal en donde, a pesar de que los buenos se ven superados en número por los malos, estos se las arreglan para abatirlos uno a uno, luciendo todos su fuerza y habilidad en combate; en eso, se les une Booker a la batalla y el equipo se completa. Mientras los Expendables se las arreglan para acabar con los Sangs, Lee enfrenta a Hector y lo asesina cuando después que le dé una patada hace que Hector se estrelle contras el rotor trasero de un helicóptero en funcionamiento. Mientras tanto, Barney se encarna en la búsqueda de su enemigo Vilain, lo cual le lleva hasta una bodega en donde ambos se enfrentan y, a pesar de la habilidades de pelea de Vilain, Barney hace uso de su fuerza y así termina vengando la muerte de Billy.
Al finalizar todo, Barney se presenta ante sus aliados Trench y el Sr. Iglesia llevando la muestra de su victoria, la cabeza cercenada de Vilain. Barney se despide de Maggie y el Sr. Iglesia permite que Barney se apodere de un "nuevo" avión Antonov An-2 biplano, aparcado al costado de la pista de aterrizaje del aeropuerto, para así poder regresar a casa y participar en una nueva misión en el futuro.

## Reparto
| Actor                 | Personaje     | Descripción                                                                                  |
| --------------------- | ------------- | -------------------------------------------------------------------------------------------- |
| Jason Statham         | Lee Christmas | Ex soldado del SAS, el segundo al mando del grupo y la mano derecha de Barney.               |
| Sylvester Stallone    | Barney Ross   | Veterano de la Guerra de Vietnam y el líder del grupo.                                       |
| Jet Li                | Yin Yang      | Artista marcial del grupo (breve cameo).                                                     |
| Dolph Lundgren        | Gunner Jensen | Experto en armas pesadas y miembro del grupo.                                                |
| Chuck Norris          | Booker        | Mercenario que actúa solo, ganándose el apodo de "The Lone Wolf" y un viejo amigo de Barney. |
| Jean-Claude Van Damme | Jean Vilain   | Líder de los Sangs y villano principal.                                                      |
| Bruce Willis          | Sr. Iglesia   | Dirigente de la CIA que contrata a los Expendables y más tarde les ayuda en su lucha.        |
| Arnold Schwarzenegger | Trench Mauser | Amigo de Barney.                                                                             |
| Randy Couture         | Toll Road     | Especialista en demoliciones del grupo.                                                      |
| Terry Crews           | Hale Caesar   | Especialista en armas pesadas del grupo.                                                     |
| Liam Hemsworth        | Billy Timmons | Un joven francotirador y nuevo miembro del equipo.                                           |
| Scott Adkins          | Hector        | Mercenario y mano derecha de Jean Vilain.                                                    |
| Yu Nan                | Maggie        | Agente de la CIA enviada por el Sr. Iglesia en ayuda de los Expendables.                     |

## Filmación
El rodaje de la película comenzó el 3 de octubre de 2011. The Expendables 2 se filma en Bulgaria, Rusia, Francia, y China.

## Adelanto
El 13 de diciembre de 2011, se dio a conocer el primer tráiler de la cinta, y en mayo de 2012, se dio a conocer un segundo y más extenso.

## Secuela
En marzo de 2012 Randy Couture dijo que la tercera entrega de The Expendables podría iniciar la producción a finales de 2012, después del lanzamiento de The Expendables 2. En abril de 2012, Steven Seagal dijo que le ofrecieron un papel en la tercera película. En agosto de 2012, el productor Avi Lerner confirmó que Nicolas Cage aparecería en la secuela. Lerner también dijo que los productores procurarían que Rourke retomara su papel, e incluir a Clint Eastwood, Harrison Ford y Wesley Snipes en la cinta. En agosto de 2012, Van Damme declaró que Stallone lo podría incluir en The Expendables 3 como Claude Vilain, hermano del villano Jean Vilain. El 31 de octubre de 2012, se confirmó que Nu Image y Millennium Films estaban en el proceso de legitimación de derechos y distribución internacional para The Expendables 3. El 19 de diciembre de 2012, se informó de que Jackie Chan había aceptado unirse a la secuela con la condición de tener más que un papel secundario. Si bien en un principio se había manifestado que Chuck Norris había declinado la posibilidad de participar en una secuela, finalmente el actor mismo había anunciado oficialmente su retiro de la actuación, debido a que se enfocaría en asumir el cuidado de su esposa que había enfermado gravemente, como consecuencia de un presunto caso de mala praxis. En marzo de 2013, Stallone confirmó que estaba escribiendo un guion para la secuela, y que tenía la intención de que la película fuera más humorística con momentos de drama. Stallone también dijo que Seagal no estaría en la película y que quería incluir actores jóvenes. En abril de 2013, Stallone anunció que Patrick Hughes dirigiría la secuela. En mayo de 2013 se anunció que Chan, Snipes, Cage, Mel Gibson y Milla Jovovich se encontraban en avanzadas negociaciones para unirse a la película, más solo se contó con la participación de Gibson y Snipes. El rodaje comenzó el agosto de 2013. The Expendables 3 se estrenó el 15 de agosto de 2014.
Expend4bles (2023) o The Expendables 4 (titulada Los indestructibles 4 en Hispanoamérica, y Los mercenarios 4 o Los mercen4rios en España) es una película de acción estadounidense dirigida por Scott Waugh con un guion coescrito por Max Adams, Kurt Wimmer y Tad Daggerhart a partir de una historia original de Spenser Cohen. Es la cuarta de la franquicia The Expendables
- The Expendables 5 Jason Statham acaba de enterrar 'Los Mercenarios 5' para siempre. 'Beekeeper: El Protector' recauda en 3 días más que su cuarta película de acción con Sylvester Stallone en total